# Parafia św. Marii Magdaleny w Międzybrodziu Bialskim
Parafia Świętej Marii Magdaleny w Międzybrodziu Bialskim – parafia rzymskokatolicka znajdująca się w Międzybrodziu Bialskim. Należy do dekanatu Międzybrodzie diecezji bielsko-żywieckiej. 1 stycznia 2015 parafię przeniesiono z dekanatu Kęty do nowo utworzonego dekanatu Międzybrodziego.

## Historia budynku kościoła
Budowę kościoła w stylu neoromańskim rozpoczął ks. Jan Fitak w 1859 r. Konsekracja kościoła odbyła się w 5 września 1885 r., a dokonał jej biskup krakowski ks. kardynał Albin Dunajewski Witraże w oknach kościoła pochodzą z 1938 roku. Wykonane zostały w Krakowie przez Krakowski Zakład Witrażów S.G. Żeleńskiego według projektu miejscowego artysty rzeźbiarza Alojzego Kołka. W 1961 roku przeprowadzony został generalny remont zewnętrznej części kościoła.

## Duszpasterze
- o. Fidelis Kołatkiewicz (bernardyn) – duszpasterz w pierwszej kaplicy w Międzybrodziu Bialskim (1810–1827)
- ks. Jan Fitak – proboszcz, budowniczy obecnego kościoła (1827–1863)
- ks. Jan Wodniak – proboszcz (1983–2014)
- ks. Piotr Konieczny – (2014–2016)[4]
- ks. Marek Wróbel – proboszcz (2016–obecnie)[5]

## Sprawanadużyć seksualnychw parafii
W okresie od kwietnia 1984 r. do czerwca 1989 r. ówczesny proboszcz ks. Jan Wodniak wykorzystywał seksualnie małoletniego ministranta Janusza Szymika (ur. 1972). Zdaniem ofiary mogło dojść do ok. 500 stosunków seksualnych. Janusz Szymik w 1993 r. zgłosił sprawę do Prokuratury Rejonowej w Żywcu (umorzenie postępowania). W latach 1993 i 2007 zgłosił sprawę przełożonemu ks. Wodniaka – ks. bp Tadeuszowi Rakoczemu (brak reakcji). W 2012 r. ks. Tadeusz Isakowicz-Zaleski przedstawił listownie m.in. tę sprawę arcybiskupowi archidiecezji krakowskiej ks. kard. Stanisławowi Dziwiszowi z prośbą o interwencję.
W 2014 r. Janusz Szymik przedstawił sprawę nowemu ordynariuszowi bielsko-żywieckiemu bp Romanowi Pindlowi, który wszczął proces kanoniczny i usunął ks. Jana Wodniaka z parafii Międzybrodzie Bialskie pozbawiając wszelkich tytułów i urzędów. W 2017 r. w procesie kanonicznym ks. Jan Wodniak został uznany winnym i został skazany na kary kanoniczne. We wrześniu 2020 r. po publikacji artykułu w Kronice Beskidzkiej ordynariusz diecezji bielsko-żywieckiej bp Roman Pindel wydał oświadczenie w sprawie, wyrażając ubolewanie wobec krzywd wyrządzonych poszkodowanemu.
W 2020 r. Jan Szymik napisał list do papieża Franciszka domagając się wyciągnięcia konsekwencji wobec Rakoczego i Dziwisza. W 2021 r. bp Rakoczy w procesie kanonicznym został uznany winnym zaniedbań w prowadzeniu spraw o nadużycia seksualne na szkodę osób małoletnich ze strony niektórych duchownych diecezji bielsko-żywieckiej i skazany na kary kanoniczne.
W 2021 państwowa komisja ds. pedofilii złożyła do prokuratury zawiadomienie o podejrzeniu popełnienia przez bp Tadeusza Rakoczego, bp Romana Pindla, bp Piotra Gregera i kardynała Stanisława Dziwisza przestępstwa niezawiadomienia organów ścigania o nadużyciach seksualnych na szkodę Janusza Szymika. Prokurator odmówił wszczęcia postępowania w tej sprawie. 
W 2021 Jan Szymik złożył pozew przeciwko diecezji bielsko-żywieckiej, domagając się zadośćuczynienia w wysokości 3 mln zł. W toku procesu przesłuchano m.in. biskupa diecezjalnego Romana Pindla oraz jego poprzednika, emerytowanego bp Tadeusza Rakoczego oraz powołano biegłych psychologów w celu dokładnego zbadania skutków psychicznych, jakich doświadczył pokrzywdzony. Sąd Okręgowy w Bielsku-Białej wyrokiem z 10 stycznia 2025 r. zobowiązał diecezję bielsko-żywiecką do zapłacenia Januszowi Szymikowi 400 tys. zł odszkodowania.